# Lökblomfluga
Lökblomfluga (Eumerus funeralis) är en tvåvingeart som beskrevs av Johann Wilhelm Meigen 1822. Lökblomfluga ingår i släktet månblomflugor, och familjen blomflugor. Arten är reproducerande i Sverige. Inga underarter finns listade i Catalogue of Life.

## Bildgalleri

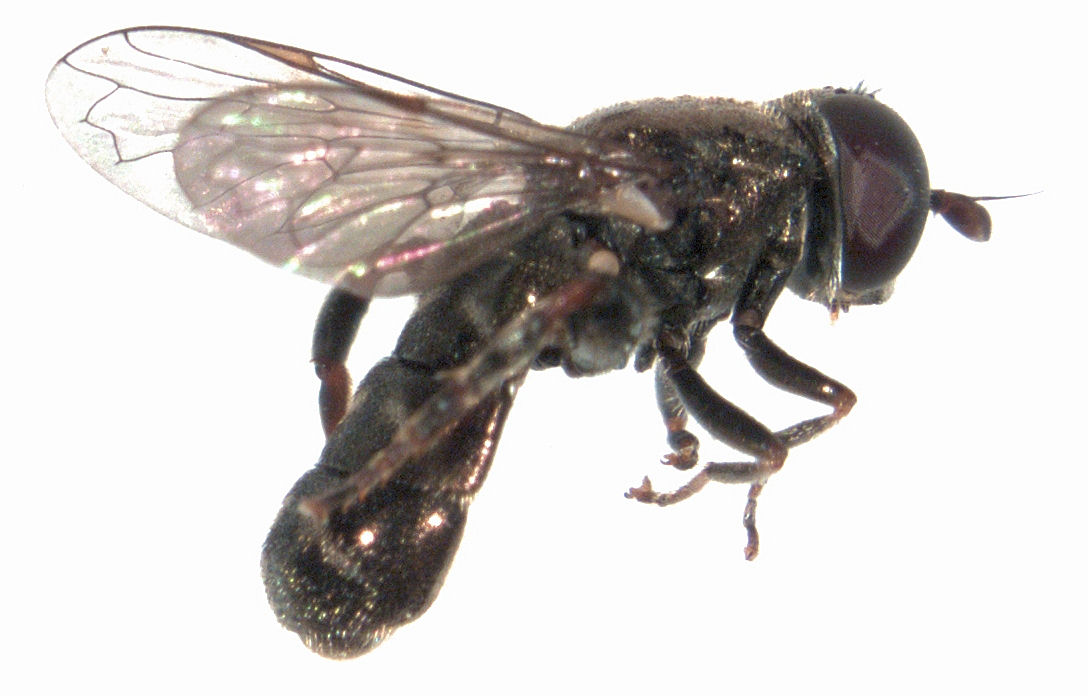